# Jacoba von Settesoli
Jacoba von Settesoli (italienisch: Giacoma de Settesoli; 1190–1273) war eine Selige der katholischen Kirche und eine Anhängerin Franz von Assisis. Sie wird auch Jacqueline de Settesoli oder – nach Franziskus – „Bruder Jacoba“ genannt.

## Leben
Jacoba de Settesoli wurde 1190 in Torre Astura, einem Lehen der Frangipani geboren, einer Familie, die für ihre Wohltätigkeit bekannt war. Sie heiratete Gratian Frangipani und hatte mit ihm zwei Söhne, Giacomo und Giovanni. Ihr Mann starb, als sie noch jung war. Als sie etwa 22 war, kam der Franziskus nach Rom, um päpstliche Zustimmung zur franziskanischen Lebensregel zu erhalten. Bei einer seiner Predigten fragte sie ihn, wie sie wohltätig sein könne. Franziskus schlug ihr vor, bei ihrer Familie zu bleiben und gründete möglicherweise auf ihre Anregung hin den Dritten Orden, die erste an einen Orden angeschlossene Laienbewegung der Kirchengeschichte (OFS). Jacoba wurde Mitglied dieser franziskanischen Laiengemeinschaft. Als Franziskus nach Rom reiste, blieb er bei ihr zu Gast. Sie gab Franziskus und den Brüdern einen Teil des Besitzes ihrer Familie in Trastevere, um ihn als Hospiz für Leprakranke zu nutzen, und sie sorgte für ihre Bedürfnisse. Franziskus und Jacoba wurden Freunde.
Als Franziskus im Sterben lag, wollte er noch einmal seine Lieblingsmandel probieren und bat Jacoba ihm diese zu bringen. Noch bevor sie davon erfahren hatte, hatte sie das Mandelgebäck für Franziskus vorbereitet. Die Anwesenheit von Jacoba, die mit ihren beiden Söhnen und einem großen Gefolge gekommen war, um sich von Francis zu verabschieden, sorgte für große Aufregung, da es Frauen verboten war, das Kloster zu betreten. Aber Franziskus machte aus Dankbarkeit für diese römische Adlige eine Ausnahme und „Bruder Jacoba“, wie Franziskus sie wegen ihrer Standhaftigkeit genannt hatte, blieb bis zuletzt. Franziskus starb am Samstagabend, den 3. Oktober 1226. Jacoba übertrug danach ihren beiden Söhnen die Aufgabe, Familienangelegenheiten zu regeln, während sie sich der Durchführung von Wohltätigkeitsaktionen für andere widmete. In Assisi verbrachte sie ihre letzten Lebensjahre damit, wohltätig zu sein. Ihr Grab ist in der Basilika San Francesco in Assisi, unweit der Grablege des Franziskus.

## Vermächtnis
In den franziskanischen Gemeinden gibt es eine Tradition, an den Franziskus’ Transitus (Tod) zu erinnern. In einigen Ländern gibt es den Brauch, kleine Mandelkonfekte wie Kekse oder Scones zu verteilen, wobei an Jacobas Anwesenheit bei Franziskus’ Tod erinnert wird.
Ihr Festtag ist der 8. Februar, welcher auch der katholische Namenstag für die Namen Jacoba und Jacqueline ist.